# Barmpton

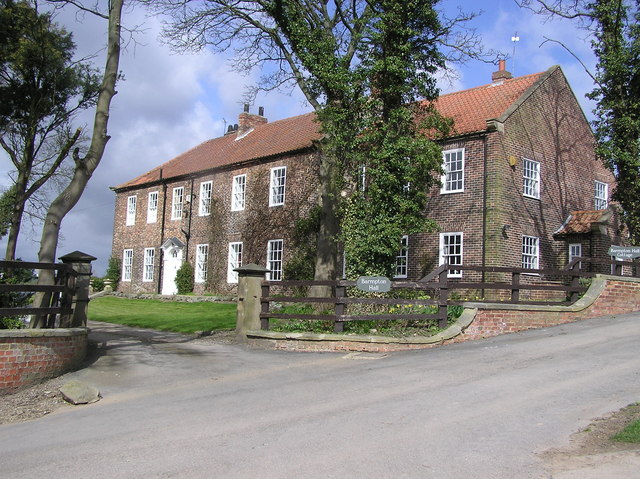
Ayuntamiento de Barmpton, construido a finales del.

Barmpton es un pequeño pueblo situado en el borough de Darlington, en el Condado de Durham, Inglaterra. Se encuentra al noreste de la ciudad de Darlington, en un valle en el margen izquierdo del río Skerne, un afluente del Tees.
Los asentamientos más antiguos de la zona datan de la Edad del Hierro, aunque el primer dato registrado sobre el nombre del pueblo procede del año 1090. Se cree que Barmpton deriva de Beornmar's Farm («la granja de Beormar» en español).